# 墨泡
墨泡（学名：Styrax huanus），为安息香科安息香属下的一个种。

## 扩展阅读
維基物種上的相關：墨泡